# エリッキ・ルイス・コンラード・カルヴァーリョ
エリッキ（Erick）ことエリッキ・ルイス・コンラード・カルヴァーリョ（ポルトガル語: Erick Luis Conrado Carvalho、1997年11月14日 - ）は、ブラジルのサッカー選手。ポジションはMF。

## クラブ歴
ヴィラ・ノヴァACの下部組織からアラポンガスECに加入し選手となった。
翌2017年にカンピオナート・ブラジレイロ・セリエDのパラナ・サッカー・テクニカル・センターに加入。2018年にはカンピオナート・ブラジレイロ・セリエCのオペラリオ・フェロヴィアリオECに期限付き移籍し、優勝した。
2019年にカンピオナート・ブラジレイロ・セリエAのアトレチコ・パラナエンセに完全移籍。